# Tramwaje w Guthrie
Tramwaje w Guthrie − zlikwidowany system komunikacji tramwajowej w Guthrie w Oklahomie w Stanach Zjednoczonych, działający w latach 1905−1946. 

## Historia
Tramwaje w Guthrie uruchomiono 26 maja 1905. Od początku po mieście kursowały tramwaje elektryczne. 20 lipca 1916 otwarto 50 km linię tramwajową przez Britton do Oklahoma City. Miejskie tramwaje zostały zlikwidowane w latach 20. XX w. Ostatnią linię tramwajową zlikwidowano 9 listopada 1946. Była to linia do Oklahoma City. Szerokość toru wynosiła 1435 mm. 